# Prémio Critics Choice de melhor ator em cinema
O Prémio Critics Choice de melhor ator em cinema (no original em inglês Critics' Choice Movie Award for Best Actor) é um dos dezenove prêmios concedidos anualmente aos melhores profissionais que trabalham na indústria do cinema pela Broadcast Film Critics Association.

## Década de 1990
- 1996 - Kevin Bacon - (Murder in the First)
- 1997 - Geoffrey Rush - (Shine) †
- 1998 - Jack Nicholson - (As Good as It Gets) †
- 1999 - Ian McKellen - (Gods and Monsters) ‡
- 2000 - Russell Crowe - (The Insider) ‡

## Década de 2000
- 2001 - Russell Crowe - (Gladiator) †
- 2002 - Russell Crowe - (A Beautiful Mind) ‡
- 2003 - Daniel Day-Lewis - (Gangs of New York) ‡ / Jack Nicholson - (About Schmidt) ‡
- 2004 - Sean Penn - (Mystic River) †
- 2005 - Jamie Foxx - (Ray) †
- 2006 - Philip Seymour Hoffman - (Capote) †
- 2007 - Forest Whitaker - (The Last King of Scotland) †
- 2008 - Daniel Day-Lewis - (There Will Be Blood) †
- 2009 - Sean Penn - (Milk) †
- 2010 - Jeff Bridges - (Crazy Heart) †

## Década de 2010
| Ano  | Ator                   | Personagem               | Filme                                           |
| ---- | ---------------------- | ------------------------ | ----------------------------------------------- |
| 2011 | Colin Firth †          | Rei George VI            | The King's Speech                               |
| 2011 | Jeff Bridges ‡         | Reuben "Rooster" Cogburn | True Grit                                       |
| 2011 | Robert Duvall          | Felix Bush               | Get Low                                         |
| 2011 | Jesse Eisenberg ‡      | Mark Zuckerberg          | The Social Network                              |
| 2011 | James Franco ‡         | Aron Ralston             | 127 Hours                                       |
| 2011 | Ryan Gosling           | Dean                     | Blue Valentine                                  |
| 2012 | George Clooney ‡       | Matt King                | The Descendents                                 |
| 2012 | Leonardo DiCaprio      | J. Edgar Hoover          | J. Edgar                                        |
| 2012 | Jean Dujardin †        | George Valentin          | The Artist                                      |
| 2012 | Michael Fassbender     | Brandon Sullivan         | Shame                                           |
| 2012 | Ryan Gosling           | O Motorista              | Drive                                           |
| 2012 | Brad Pitt ‡            | Billy Beane              | Moneyball                                       |
| 2013 | Daniel Day-Lewis †     | Abraham Lincoln          | Lincoln                                         |
| 2013 | Bradley Cooper ‡       | Pat Solitano Jr.         | Silver Linings Playbook                         |
| 2013 | John Hawkes            | Mark O'Brien             | The Sessions                                    |
| 2013 | Hugh Jackman ‡         | Jean Valjean             | Les Misérables                                  |
| 2013 | Joaquin Phoenix ‡      | Freddie Quell            | The Master                                      |
| 2013 | Denzel Washington ‡    | William "Whip" Whitaker  | Flight                                          |
| 2014 | Matthew McConaughey †  | Ron Woodroof             | Dallas Buyers Club                              |
| 2014 | Christian Bale ‡       | Irving Rosenfeld ‡       | American Hustle                                 |
| 2014 | Bruce Dern ‡           | Woody Grant              | Nebraska                                        |
| 2014 | Chiwetel Ejiofor ‡     | Solomon Northup          | 12 Years a Slave                                |
| 2014 | Tom Hanks              | Capitão Richard Phillips | Captain Phillips                                |
| 2014 | Robert Redford         | Our Guy                  | All Is Lost                                     |
| 2015 | Michael Keaton ‡       | Riggan Thomson           | Birdman or (The Unexpected Virtue of Ignorance) |
| 2015 | Benedict Cumberbatch ‡ | Alan Turing              | The Imitation Game                              |
| 2015 | Jake Gyllenhaal        | Lou Bloom                | Nightcrawler                                    |
| 2015 | David Oyelowo          | Martin Luther King, Jr.  | Selma                                           |
| 2015 | Eddie Redmayne †       | Stephen Hawking          | The Theory of Everything                        |
| 2015 | Ralph Fiennes          | Monsieur Gustave H.      | The Grand Budapest Hotel                        |
| 2016 | Leonardo DiCaprio †    | Hugh Glass               | The Revenant                                    |
| 2016 | Bryan Cranston ‡       | Dalton Trumbo            | Trumbo                                          |
| 2016 | Matt Damon ‡           | Mark Watney              | The Martian                                     |
| 2016 | Johnny Depp            | Whitey Bulger            | Black Mass                                      |
| 2016 | Michael Fassbender ‡   | Steve Jobs               | Steve Jobs                                      |
| 2016 | Eddie Redmayne ‡       | Lili Elbe                | The Danish Girl                                 |
| 2017 | Casey Affleck †        | Lee Chandler             | Manchester by the Sea                           |
| 2017 | Joel Edgerton          | Richard Loving           | Loving                                          |
| 2017 | Andrew Garfield ‡      | Desmond T. Doss          | Hacksaw Ridge                                   |
| 2017 | Ryan Gosling ‡         | Sebastian Wilder         | La La Land                                      |
| 2017 | Tom Hanks              | Chesley Sullenberger     | Sully                                           |
| 2017 | Denzel Washington ‡    | Troy Maxson              | Fences                                          |
| 2018 | Gary Oldman †          | Winston Churchill        | Darkest Hour                                    |
| 2018 | Timothée Chalamet ‡    | Elio Perlman             | Call Me by Your Name                            |
| 2018 | Daniel Day-Lewis ‡     | Reynolds Woodcock        | Phantom Thread                                  |
| 2018 | Daniel Kaluuya ‡       | Chris Washington         | Get Out                                         |
| 2018 | James Franco           | Tommy Wiseau             | The Disaster Artist                             |
| 2018 | Tom Hanks              | Ben Bradlee              | The Post                                        |
| 2018 | Jake Gyllenhaal        | Jeff Bauman              | Stronger                                        |
| 2019 | Christian Bale ‡       | Dick Cheney              | Vice                                            |
| 2019 | Bradley Cooper ‡       | Jackson Maine            | A Star Is Born                                  |
| 2019 | Willem Dafoe ‡         | Vincent van Gogh         | At Eternity's Gate                              |
| 2019 | Ryan Gosling           | Neil Armstrong           | First Man                                       |
| 2019 | Ethan Hawke            | Reverendo Ernst Toller   | First Reformed                                  |
| 2019 | Rami Malek †           | Freddie Mercury          | Bohemian Rhapsody                               |
| 2019 | Viggo Mortensen ‡      | Tony Lip                 | Green Book                                      |
| 2020 | Joaquin Phoenix †      | Arthur Fleck / Joker     | Joker                                           |
| 2020 | Antonio Banderas ‡     | Salvador Mallo           | Dolor y gloria                                  |
| 2020 | Robert De Niro         | Francis Joseph Sheeran   | The Irishman                                    |
| 2020 | Leonardo DiCaprio ‡    | Rick Dalton              | Once Upon a Time in Hollywood                   |
| 2020 | Adam Driver ‡          | Charlie Barber           | Marriage Story                                  |
| 2020 | Eddie Murphy           | Rudy Ray Moore           | Dolemite Is My Name                             |
| 2020 | Adam Sandler           | Howard Ratner            | Uncut Gems                                      |

## Década de 2020
| Ano  | Ator                         | Personagem                       | Filme                      |
| ---- | ---------------------------- | -------------------------------- | -------------------------- |
| 2021 | Chadwick Boseman ‡ (póstumo) | Levee Green                      | Ma Rainey's Black Bottom   |
| 2021 | Anthony Hopkins †            | Anthony                          | The Father                 |
| 2021 | Gary Oldman ‡                | Herman J. Mankiewicz             | Mank                       |
| 2021 | Steven Yeun ‡                | Jacob Yi                         | Minari                     |
| 2021 | Riz Ahmed ‡                  | Ruben Stone                      | Sound of Metal             |
| 2021 | Tom Hanks                    | Capitão Jefferson Kyle Kidd      | News of the World          |
| 2021 | Ben Affleck                  | Jack Cunningham                  | The Way Back               |
| 2021 | Delroy Lindo                 | Paul                             | Da 5 Bloods                |
| 2022 | Will Smith †                 | Richard Williams                 | King Richard               |
| 2022 | Andrew Garfield ‡            | Jonathan Larson                  | Tick, Tick... Boom!        |
| 2022 | Denzel Washington ‡          | Lord Macbeth                     | The Tragedy of Macbeth     |
| 2022 | Benedict Cumberbatch ‡       | Phil Burbank                     | The Power of the Dog       |
| 2022 | Peter Dinklage               | Cyrano de Bergerac               | Cyrano                     |
| 2022 | Nicolas Cage                 | Robin Feld                       | Pig                        |
| 2023 | Brendan Fraser †             | Charlie                          | The Whale                  |
| 2023 | Austin Butler ‡              | Elvis Presley                    | Elvis                      |
| 2023 | Bill Nighy ‡                 | Mr. Williams                     | Living                     |
| 2023 | Colin Farrell ‡              | Pádraic Súilleabháin             | The Banshees of Inisherin  |
| 2023 | Paul Mescal ‡                | Calum Peterson                   | Aftersun                   |
| 2023 | Tom Cruise                   | Capitão Pete "Maverick" Mitchell | Top Gun: Maverick          |
| 2024 | Paul Giamatti ‡              | Paul Hunham                      | The Holdovers              |
| 2024 | Cillian Murphy †             | Robert Oppenheimer               | Oppenheimer                |
| 2024 | Colman Domingo ‡             | Bayard Rustin                    | Rustin                     |
| 2024 | Leonardo DiCaprio            | Ernest Burkhart                  | Killers of the Flower Moon |
| 2024 | Bradley Cooper ‡             | Leonard Bernstein                | Maestro                    |
| 2024 | Jeffrey Wright ‡             | Thelonious "Monk" Ellison        | American Fiction           |
| 2025 | Adrien Brody †               | László Tóth                      | The Brutalist              |
| 2025 | Timothée Chalamet ‡          | Bob Dylan                        | A Complete Unknown         |
| 2025 | Daniel Craig                 | William Lee                      | Queer                      |
| 2025 | Colman Domingo ‡             | John "Divine G" Whitfield        | Sing Sing                  |
| 2025 | Ralph Fiennes ‡              | Cardeal Thomas Lawrence          | Conclave                   |
| 2025 | Hugh Grant                   | Mr. Reed                         | Heretic                    |